# Terantang
Terantang is een bestuurslaag in het regentschap Kampar van de provincie Riau, Indonesië. Terantang telt 2052 inwoners (volkstelling 2010).